# Чураков, Владимир Дмитриевич
Владимир Дмитриевич Чураков (6 июля 1937, Подольск, Московская область — 9 апреля 2012, Чебоксары) — советский и российский художник и график, также педагог.
Заслуженный художник Чувашской Республики (1997), лауреат премии Комсомола Чувашии им. М. Сеспеля (1968).

## Биография
Родился 6 июля 1937 года в городе Подольск Московской области.
Окончил Крымское художественное училище имени Н. С. Самокиша в 1958 году, сокурсник Людмилы Грейсер, и Харьковский художественный институт (ныне Харьковская государственная академия дизайна и искусств) в 1964 году.
По окончании вуза с 1964 по 1970 год работал преподавателем художественно-графического факультета Чувашского государственного педагогического института (ныне Чувашский государственный педагогический университет имени И. Я. Яковлева). Также в разные годы преподавал в Чебоксарском художественном училище. Являлся секретарем правления Союза художников Чувашской АССР (1970—1976) и художником Чувашского творческо-производственного комбината Художественного фонда РСФСР (ЧТПК ХФ РСФСР, 1970—1991). Член Союза художников СССР с 1968 года.
Первая картина, принесшая Владимиру Чуракову известность как художнику, была — «К сенокосу» (1965). Писал портреты и пейзажи, а также натюрморты. Основные его работы: «Будни 20-х годов», «Портрет Ю. Свинцова», «Сестренка», «Врач Железнов», «Наташа», «Весна», «Текстильщицы», «Мы кузнецы», «Портрет певца Ковалева», «Цветы и сурбан».
В. Д. Чураков был участником республиканских, всесоюзных, всероссийских, зональных и других выставок. Его персональные выставки прошли в Чебоксарах в 1968, 1987, 1997 и 2007 годах. Первым из чувашских художников он стал лауреатом премии Комсомола Чувашии им. М. Сеспеля.
В 2007 году в Чувашском государственном художественном музее прошла выставка, посвящённая 70-летию художника Чуракова.
Умер 9 апреля 2012 года в Чебоксарах.